# Klärwerk Bottrop

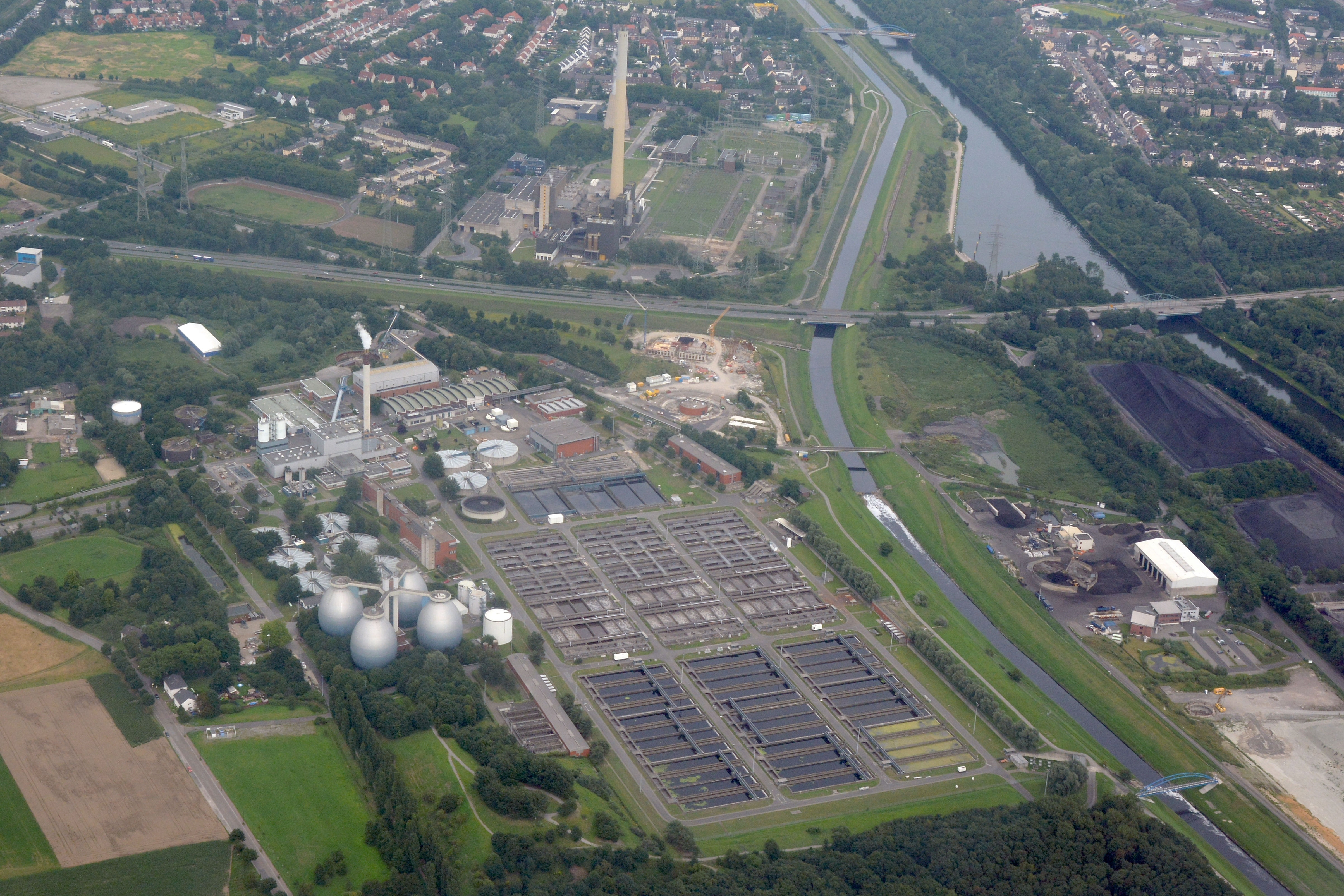
Luftbild der Klärwerk Bottrop

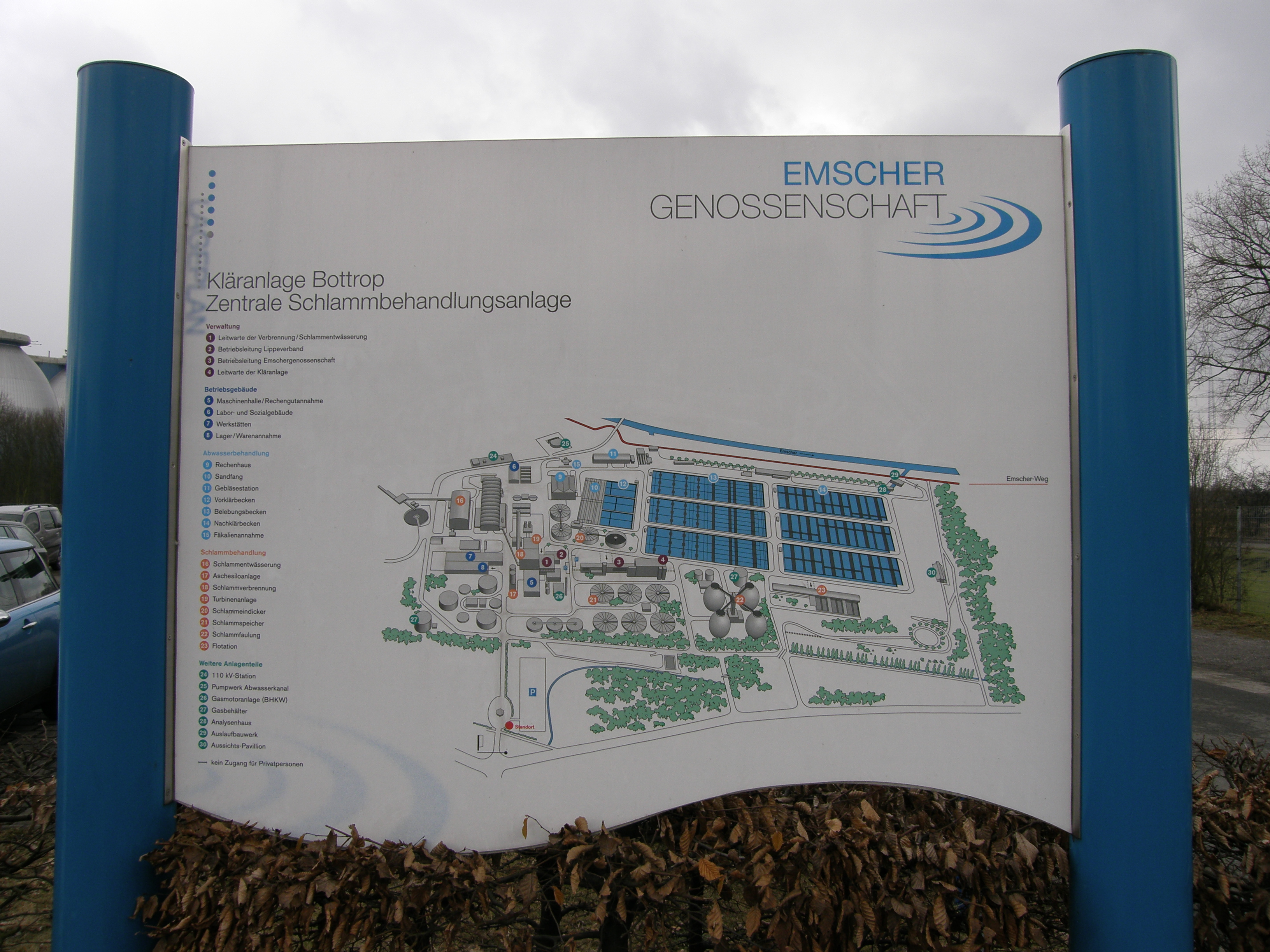
Infoschild am Eingang

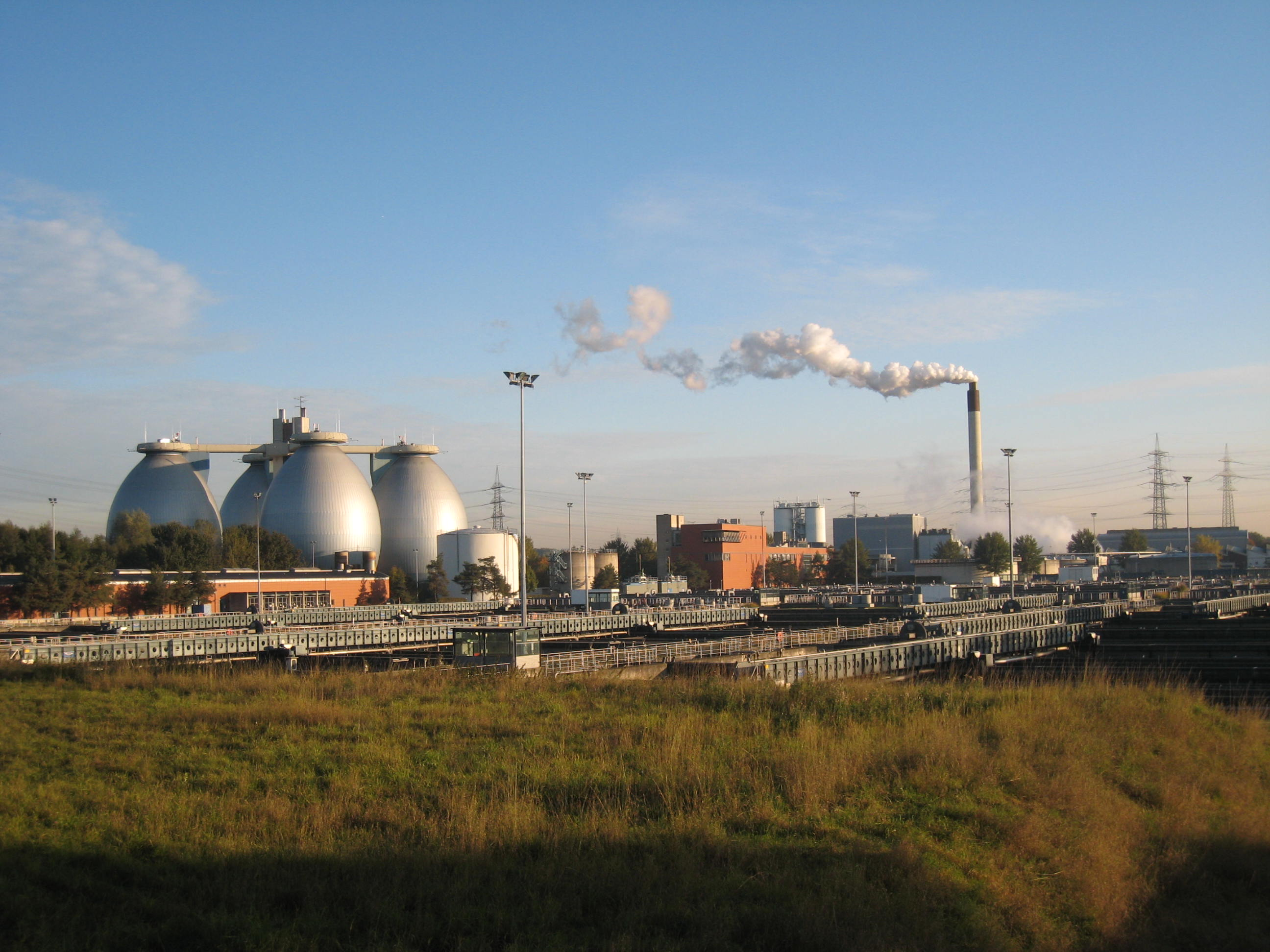
Die gesamte Anlage

Die Kläranlage Bottrop, auch Klärwerk Emscher, ist eine von vier zentralen Kläranlagen an der Emscher. Die Anlage befindet sich im Bottroper Stadtteil Welheimer Mark und wird von der Emschergenossenschaft betrieben. Eine erste Kläranlage wurde an diesem Standort bereits 1929 errichtet, sie reinigte das gesamte Flusswasser mechanisch.

## Betrieb
Das aktuelle Klärwerk wurde 1991 bis 1996 für 230 Millionen Euro auf dem 147.000 m² großen Gelände errichtet. Es reinigt bis zu 8.500 Liter Wasser pro Sekunde. Neben der mechanischen Reinigung mit Rechen, Sand- und Fettfang werden Belebtschlammbecken und Vor-/Nachklärbecken betrieben. Die Klärbecken bedecken eine Gesamtfläche von 58.000 m², die Belebtschlammbecken sind aufgrund des beschränkten Flächenangebots ungewöhnlich tief ausgelegt (10 Meter). Die vier, 54 Meter hohen Faultürme haben insgesamt ein Volumen von 60.000 m³. 
Das Abwasser der Kläranlage kommt aus Teilen von Bottrop, Gladbeck, Recklinghausen, Gelsenkirchen und Essen. Insgesamt klärt die Anlage 1,34 Millionen Einwohnergleichwerte.

## Klärschlammbehandlung
Auf dem Gelände befindet sich auch die zentrale Klärschlammbehandlungsanlage der Emschergenossenschaft. Es wird per Pipeline Klärschlamm aus den Klärwerken Emschermündung in Dinslaken und Alte Emscher in Duisburg zugeliefert, was zusammengenommen 3,5 Millionen Einwohnergleichwerten entspricht. Das gewonnene Klärgas, neun Millionen Kubikmeter pro Jahr, wird zur Stromgewinnung und Beheizung der Anlage genutzt. Im Rahmen eines Pilotprojektes zur Veredelung von Faulgas zu Bio-Erdgas werden hauseigene Fahrzeuge an der daraus gespeisten Bio-Erdgasanlage betankt. Für dieses Projekt mit seinen weiteren Schritten hin zur Wasserstoffnutzung bekam die Emschergenossenschaft 2008 einen Innovationspreis der International Water Association (IWA) verliehen.
Auf dem Gelände der Kläranlage befindet sich eine Klärschlammverbrennungsanlage. Darin März 2025 eine großtechnische Demonstrationsanlage zur Phosphorrückgewinnung aus der Asche von Klärschlämmen in Betrieb genommen. Sie ist auf eine Kapazität von 1000 Tonnen Klärschlammasche pro Jahr ausgelegt und soll voraussichtlich bis Mitte 2026 aus unterschiedlichen Klärschlammaschen den enthaltenen Phosphor zurückgewinnen.

## Energieautarkie
Die Anlage hat einen Gesamt-Strombedarf von rund 35 Millionen Kilowattstunden pro Jahr – dem Verbrauch einer Kleinstadt mit 25.000 Menschen. Durch die Verstromung des Klärschlamms, PV-Anlagen und Windkraft, ist es mittlerweile Deutschlands erstes vollständig energieautarkes Großklärwerk geworden.

## Architektur
Markant und weithin sichtbar sind die vier Faultürme der Anlage, die nachts illuminiert werden.

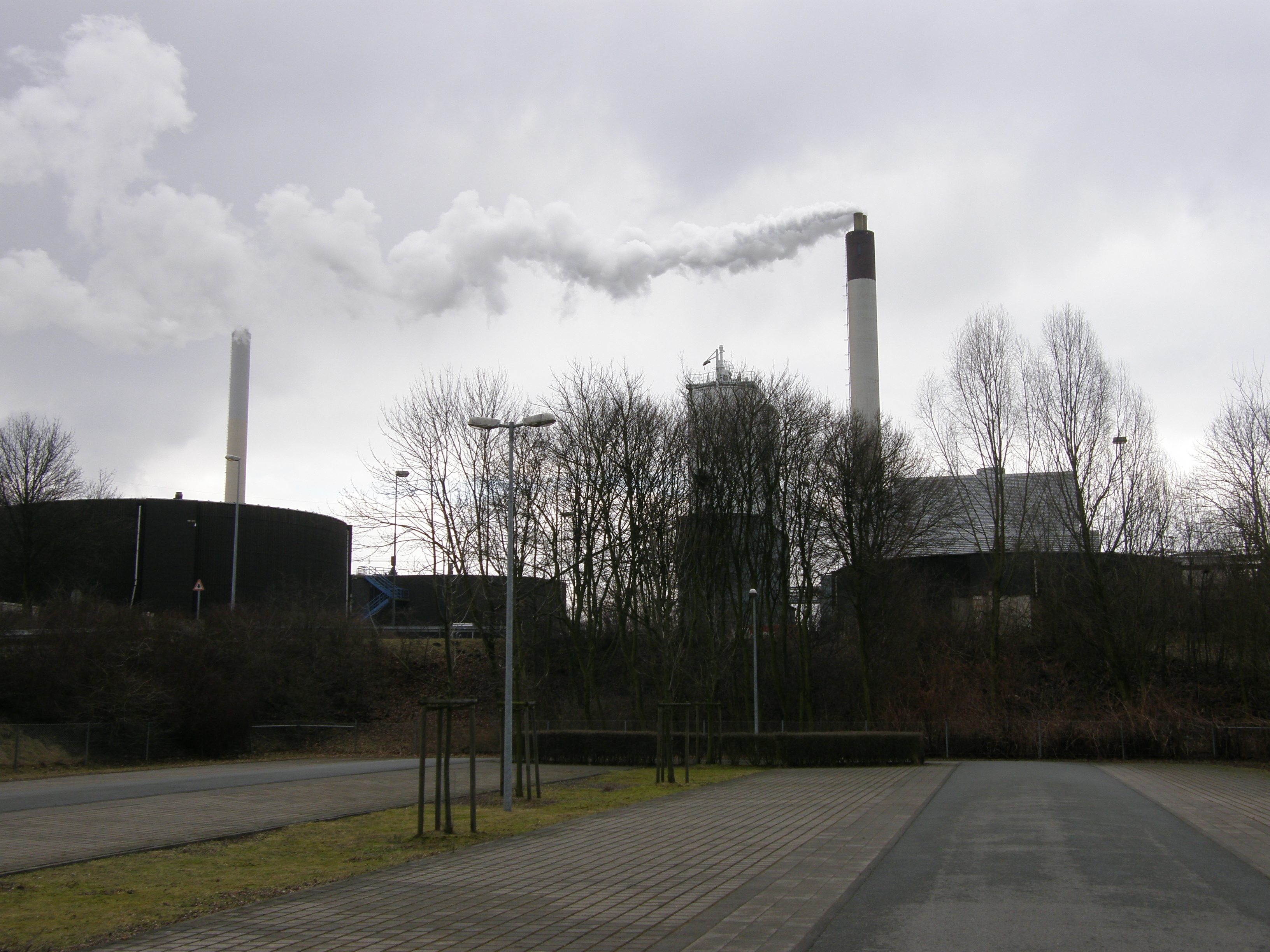
Klärschlamm-Behandlungsanlage
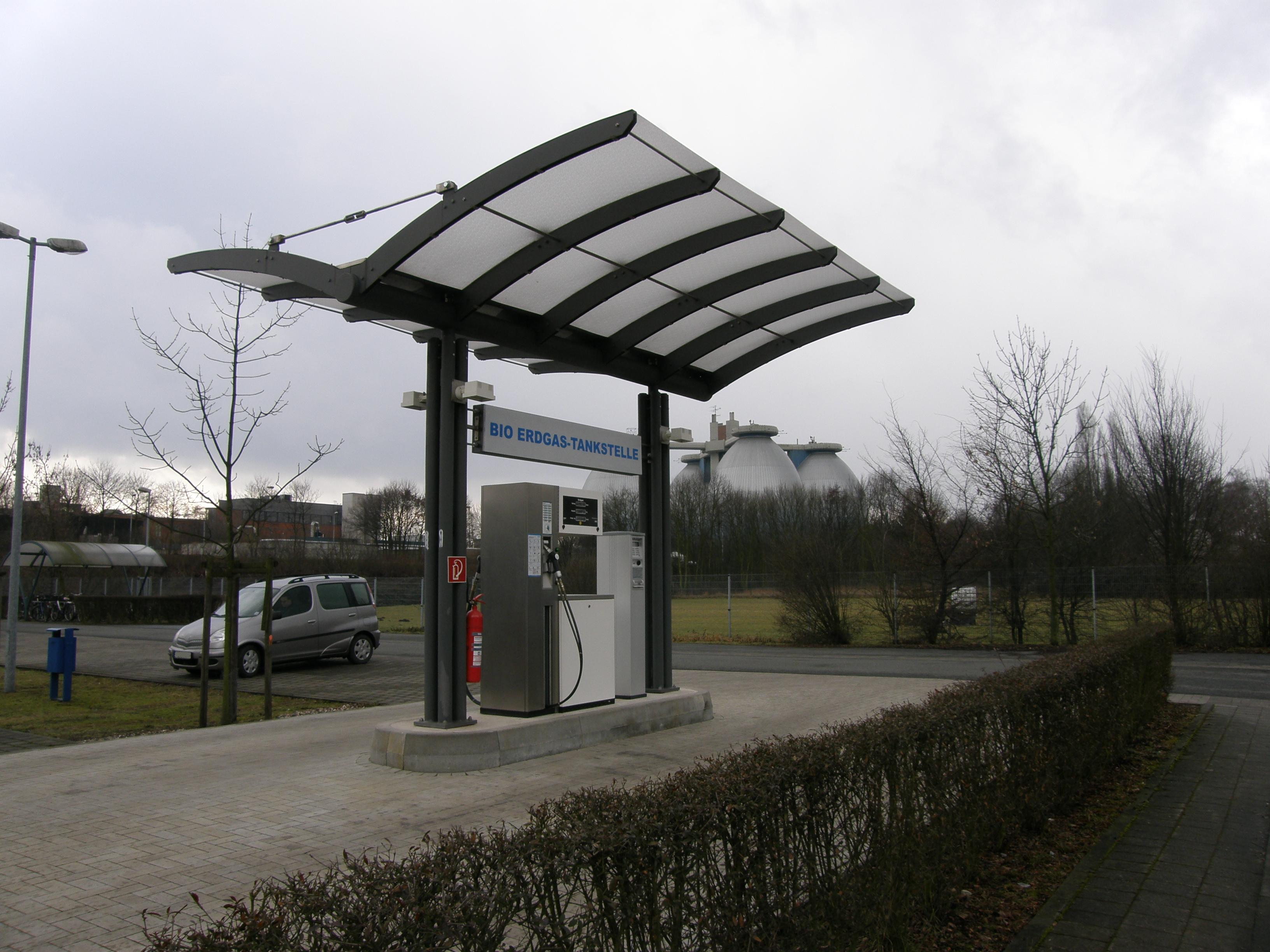
Bio-Erdgasanlage
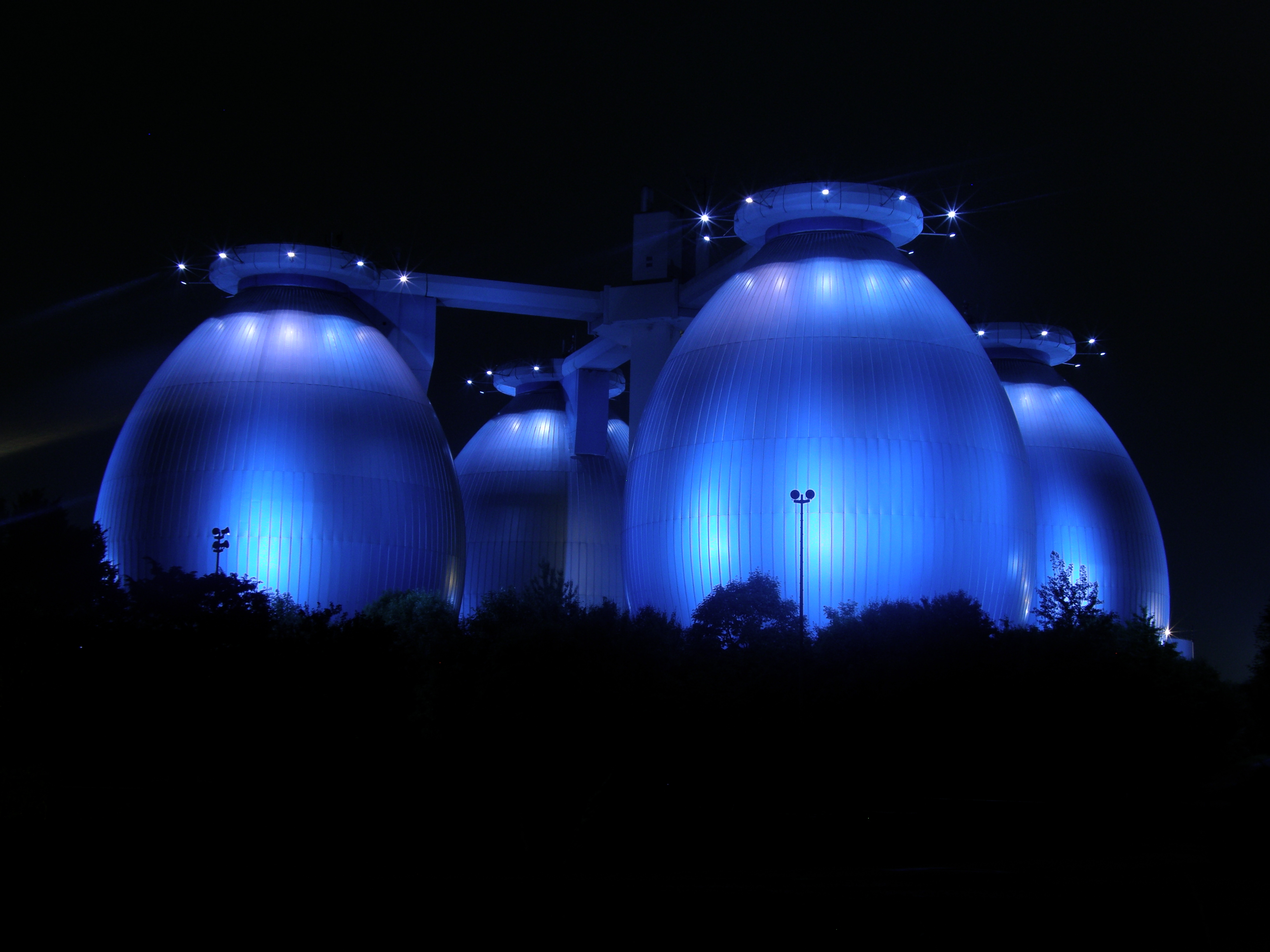
Faultürme bei Nacht
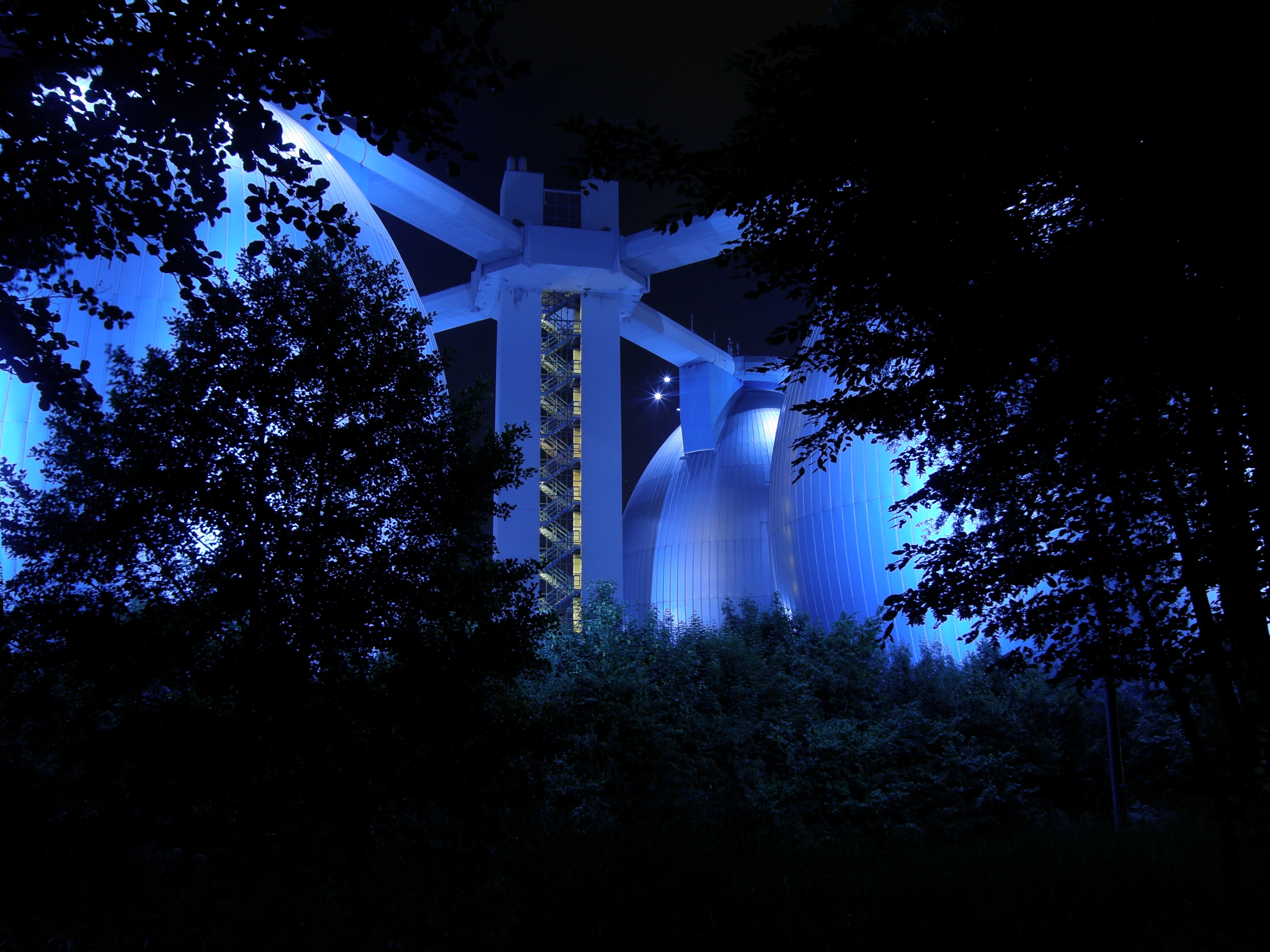
Treppenturm